# الرابطة الجزائرية المحترفة الأولى 1963–64
الرابطة الجزائرية المحترفة الأولى 1963-1964 هو الموسم الثاني من الرابطة الجزائرية المحترفة الأولى. تنافس الدوري 49 فريقًا،  فاز فريق اتحاد عنابة باللقب بعد تغلبه في النهائي على فريق نصر حسين داي.